# Марсаскала
Марсаскала (мальт. Wied il-Għajn) — адміністративна одиниця, містечко на Мальті. Розташований населений пункт на південному сході Мальти у внутрішній частині однойменної затоки. Затока обмежена на півночі мисом Жонкор, найсхіднішою точкою Мальти, на півдні мисом Іль-Чамрія.
Історичний, колишній рибальський порт. У Марсаскалі є сучасна церква та хороший торговий район із магазинами, ресторанами та кафе вздовж довгого причалу.
Площа-5,376 км². Населення станом на 31 грудня 2018 року становило 14 592 особи. Густота — 2714 чол/км².
В даний час місто відоме своєю розважальною індустрією. На бульварі Марсаскала багато кафе і ресторанів, як італійських, так і таких, що пропонують типову мальтійську кухню. Хоча тут немає піщаних пляжів, цей район добре підходить для дайвінгу і снорклінгу, у Марсаскалі є щонайменше дві школи дайвінгу.

## Походження назви
Існують різні думки щодо походження назви. Існує консенсус щодо першої частини імені Марса: арабське слово означає «затока». Друга частина, «Скала», могла походити від сицилійської Скаллі, оскільки багато сицилійських рибалок приїжджали в Марсаскалу через невелику відстань. Можливо, воно походить від сицилійського piccola cala (англ. «маленька бухта») або відноситься до деяких фіксованих сходинок (scala, англ.: сходи) на узбережжі.
Місцеві жителі також називають Марсаскалу Wied il-Għajn (англ. Весняна долина), тому що місто і затока межують з двома долинами, по яких в затоку стікає прісна джерельна вода.

## Історія
Люди населяли цей район із доісторичних часів, про що свідчить низка археологічних знахідок. Деякі з стародавніх залишків являють собою колії, які є паралельними каналами, утвореними в скелі.
Ранньохристиянські катакомби таі римські вілли були виявлені в Марсаскалі, що свідчить про те, що Марсаскала також була римським портом.
У 1614 році 60 османських кораблів із 6000 солдатами висадилися в Марсаскалі і здійснили атаку на південь Мальти. Хоча битва була вирішальною перемогою мальтійців, вона повернула страх і жахливі спогади про Велику облогу Мальти. Вразливість Марсаскали до морських атак була зменшена за рахунок будівництва вежі Святого Томаса наприкінці 1565 року. Башта була профінансована Великим магістром Алофі де Віньакурі і є однією із серії його веж. Башта Святого Томаса продовжувала використовуватися у військових цілях аж до XIX століття і нещодавно була відреставрована.
У 1659 році в цьому районі була побудована вежа Жонкор, одна із 13 веж Антуана де Редена. Ця вежа була знесена 1915 року британськими військовими інженерами. Слідів її вже не видно, а на її місці тепер стоїть ДОТ. У Марсаскалі є й інші вежі, але вони були збудовані багатими жителями як укріплені будинки. До них відносяться вежа Мамо, вежа Тал-Буттар і вежа Тал-Гардіель.
У 1882 році британці збудували батарею Жонкор, яка мало використовувалася, оскільки не підходила для належної оборони.

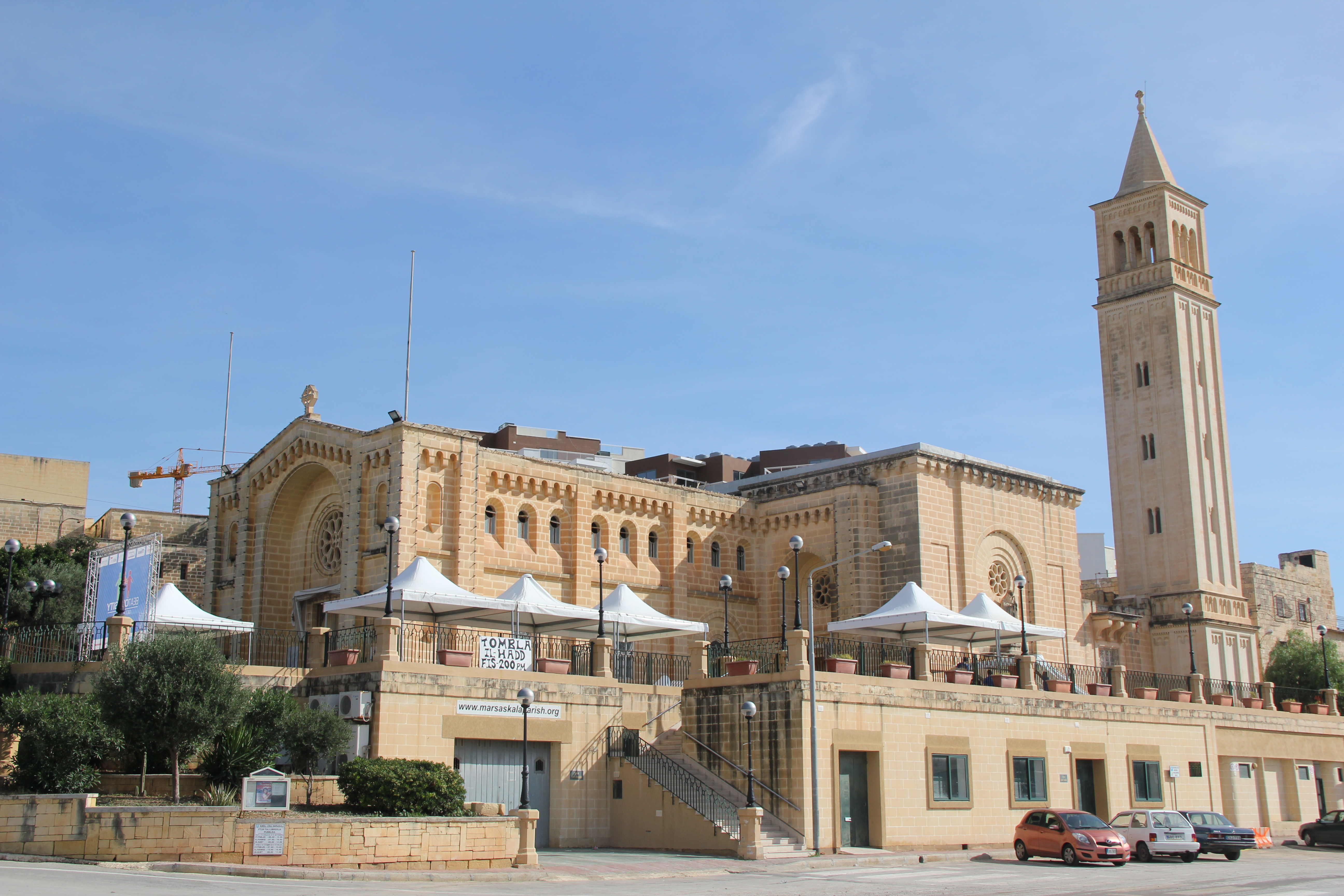
Нова церква св. Анни
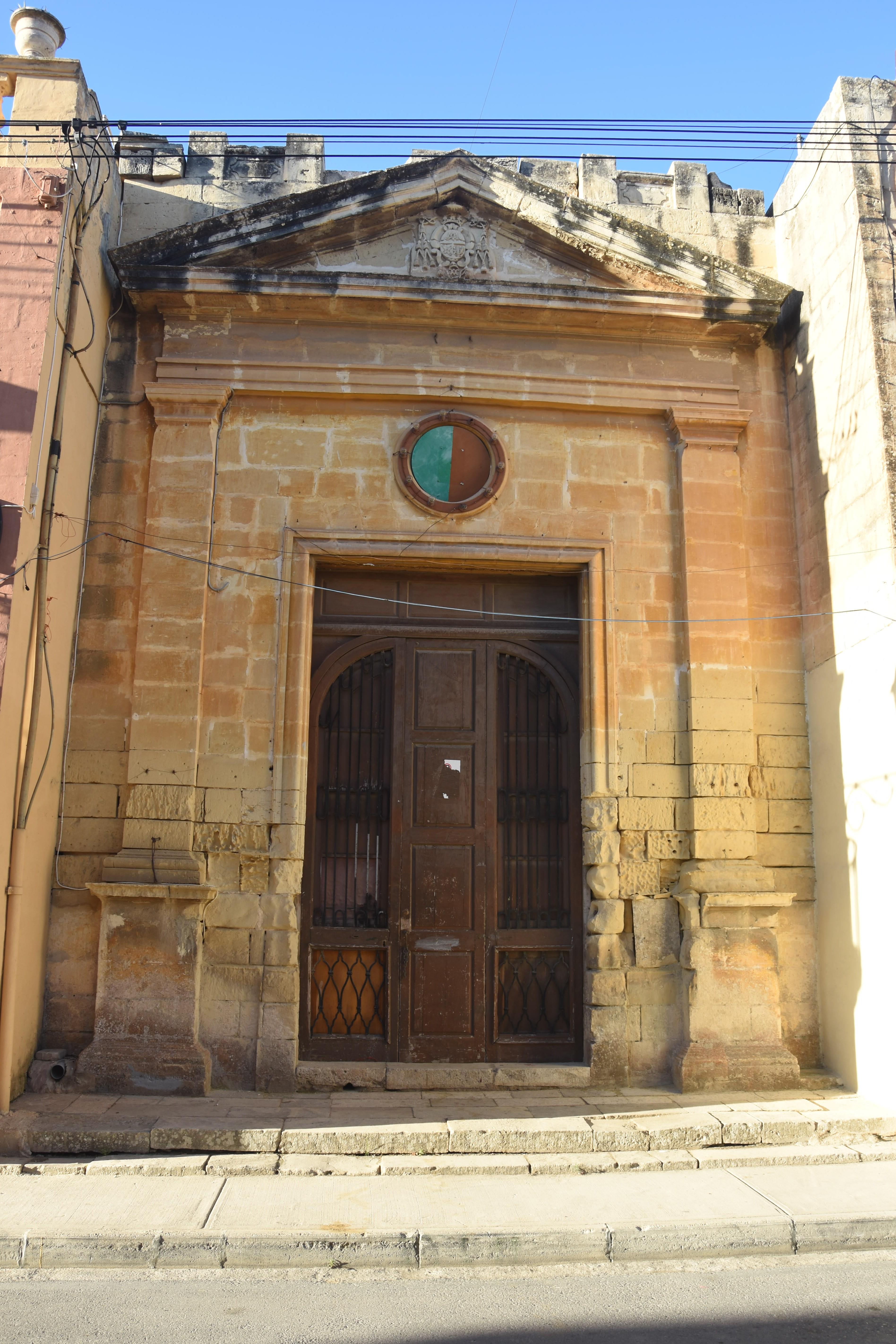
Стара церква св. Анни
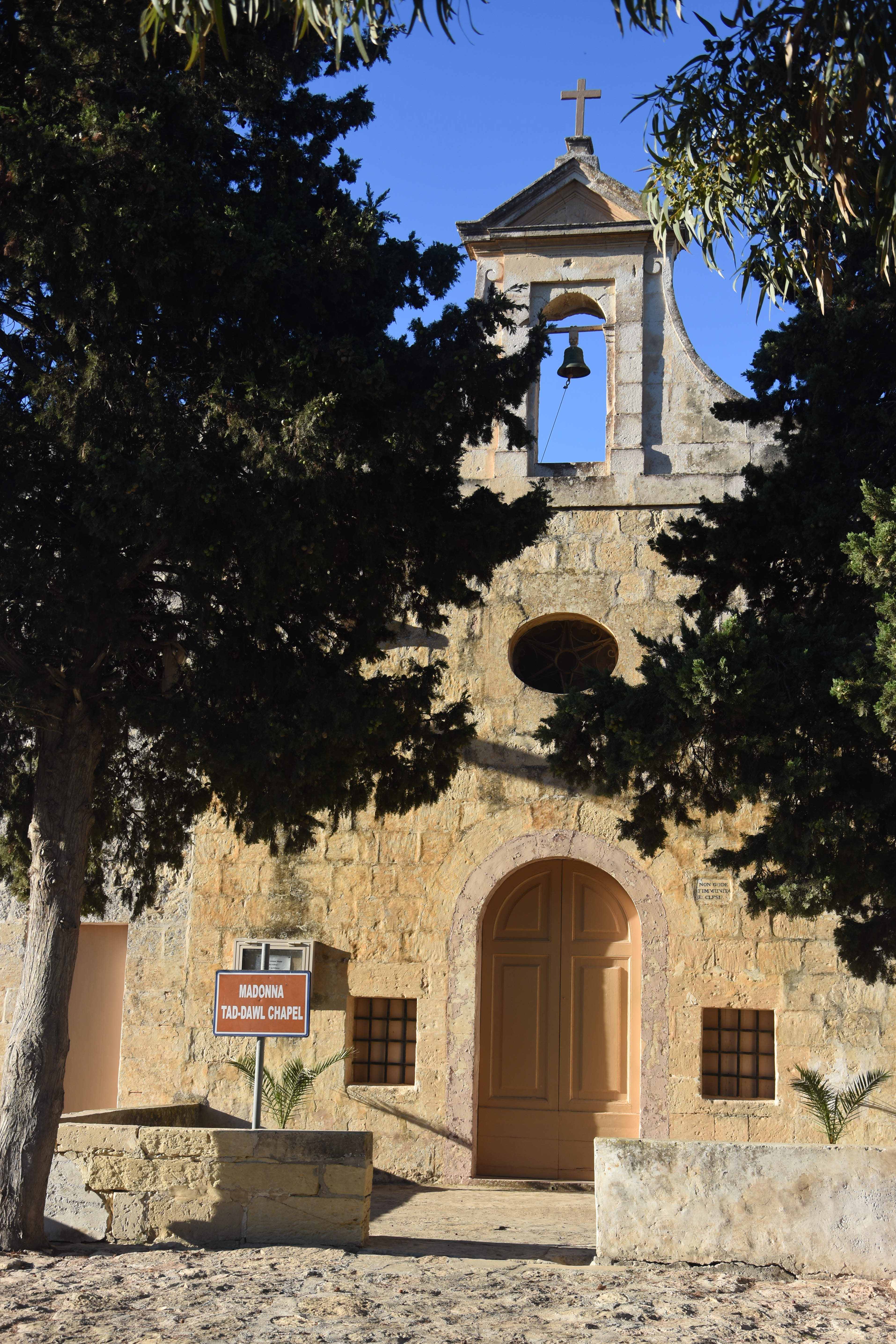
Часовня Мадонни
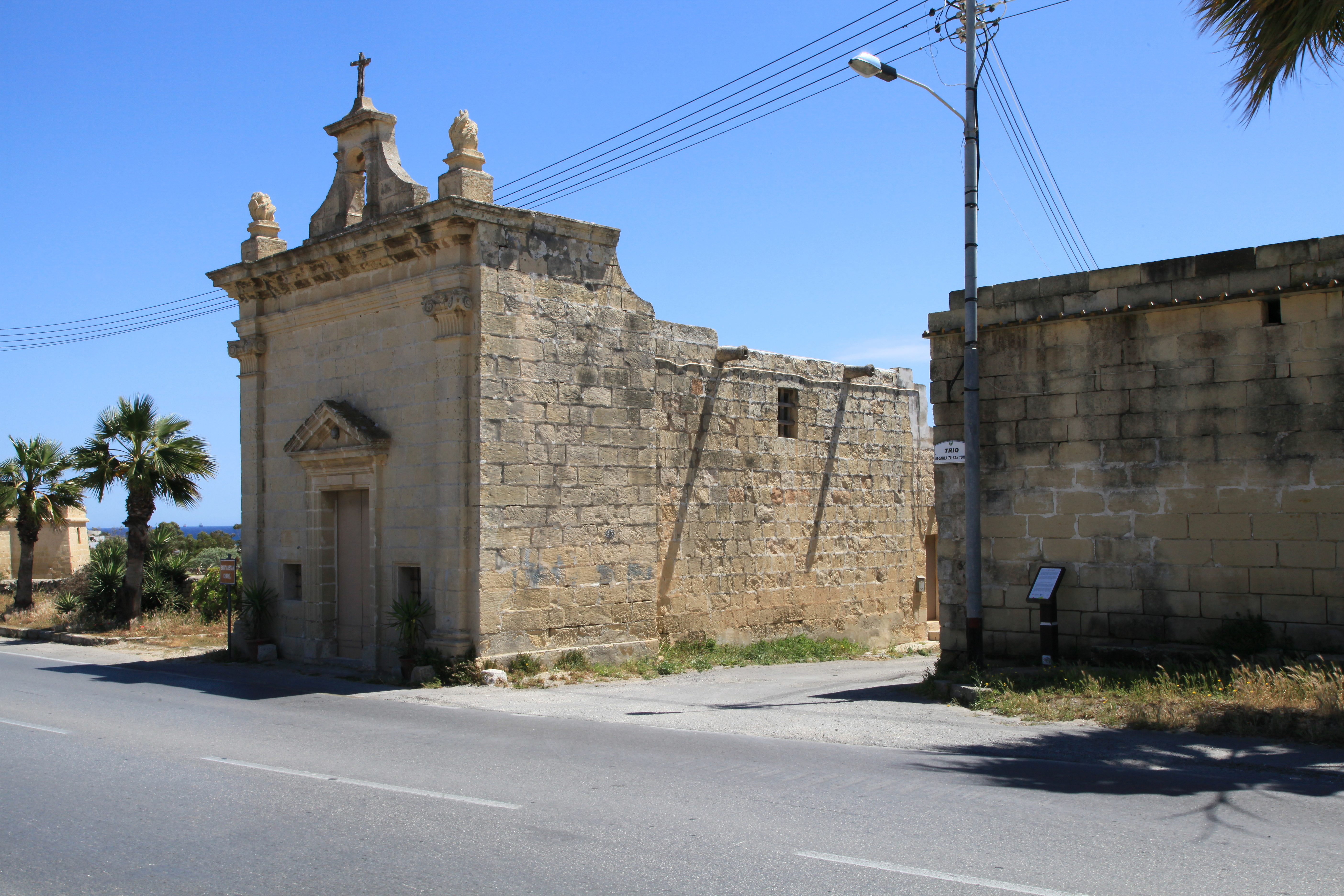
Часовня св. Гаетана
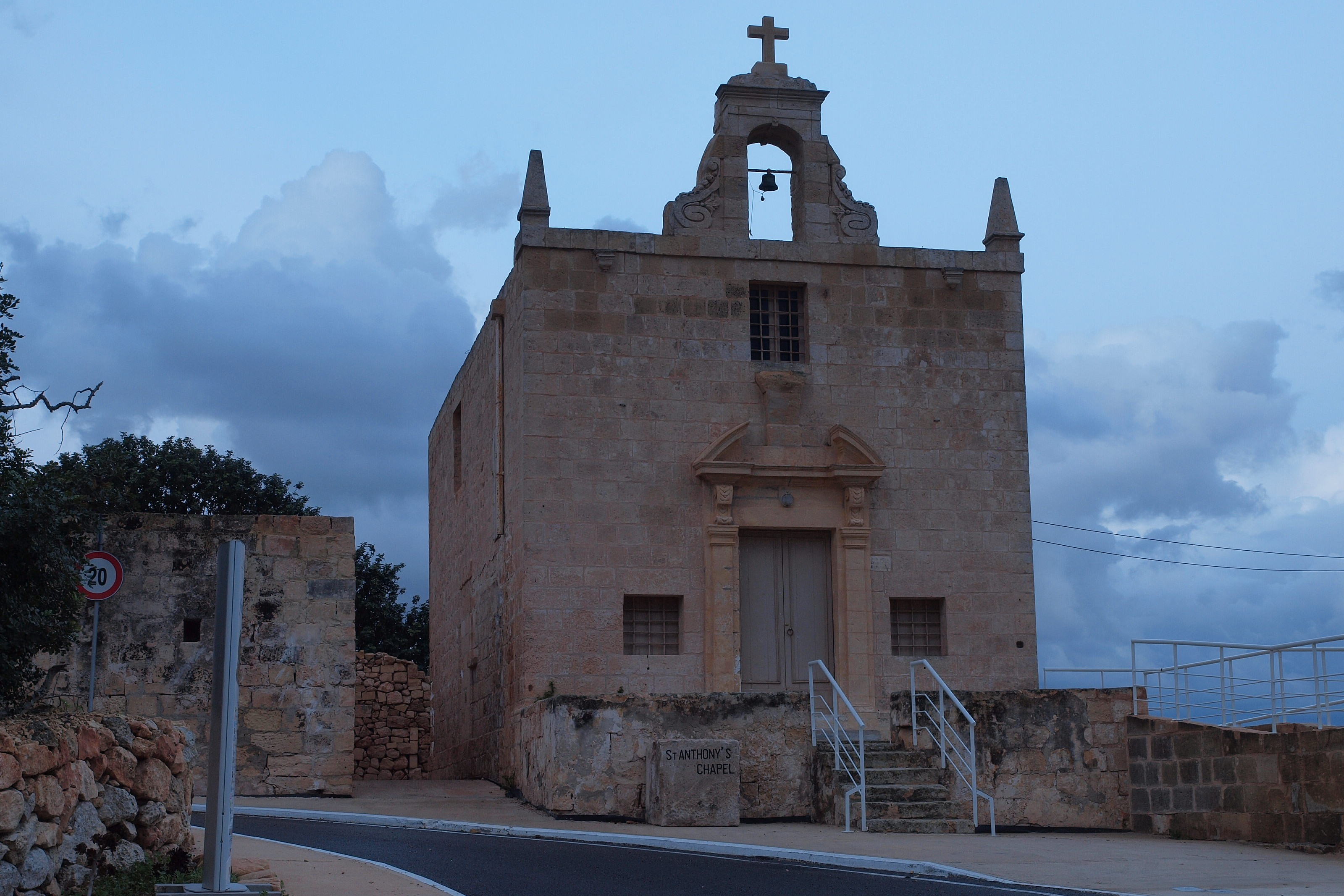
Часовня св. Антонія Падуанського
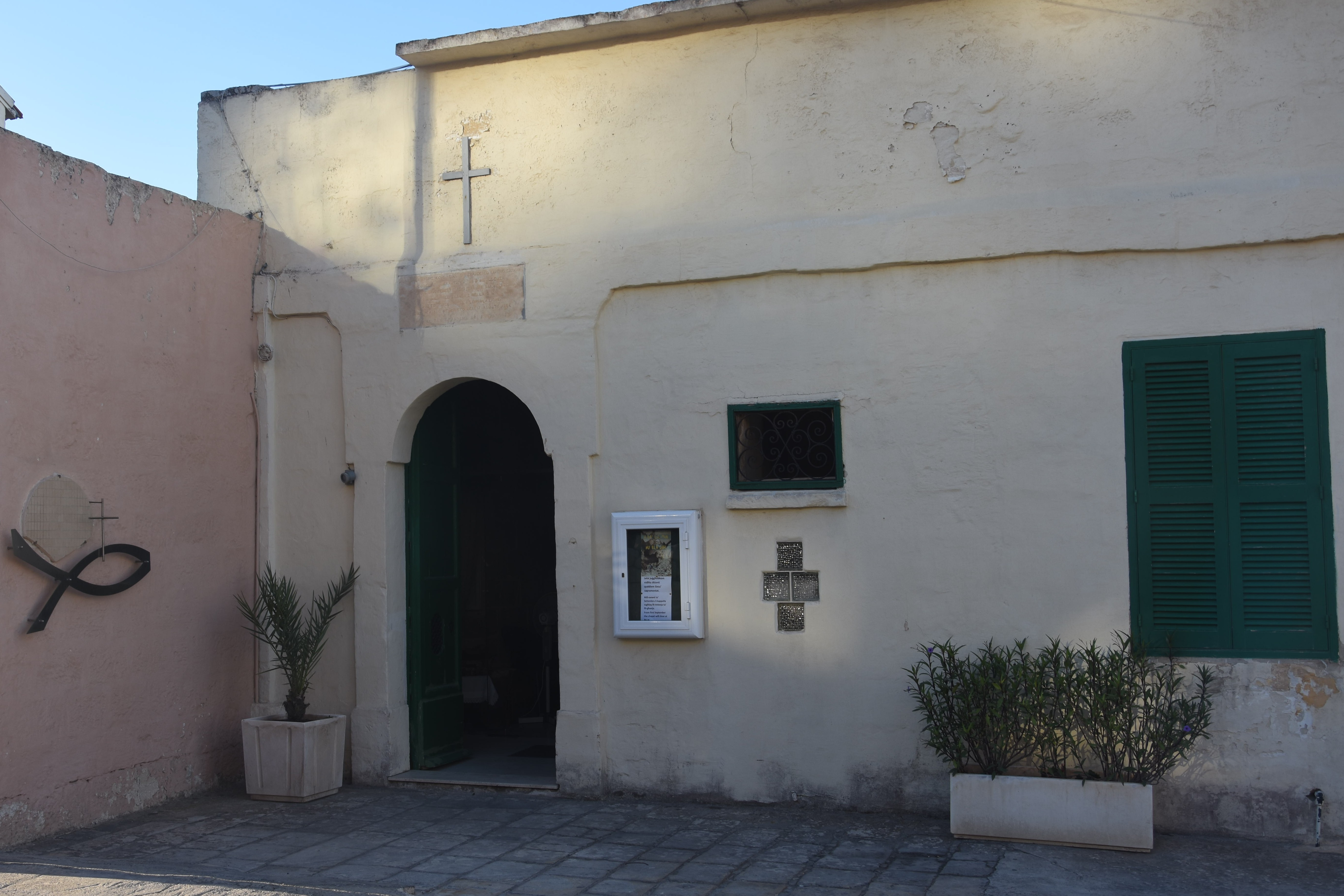
Часовня
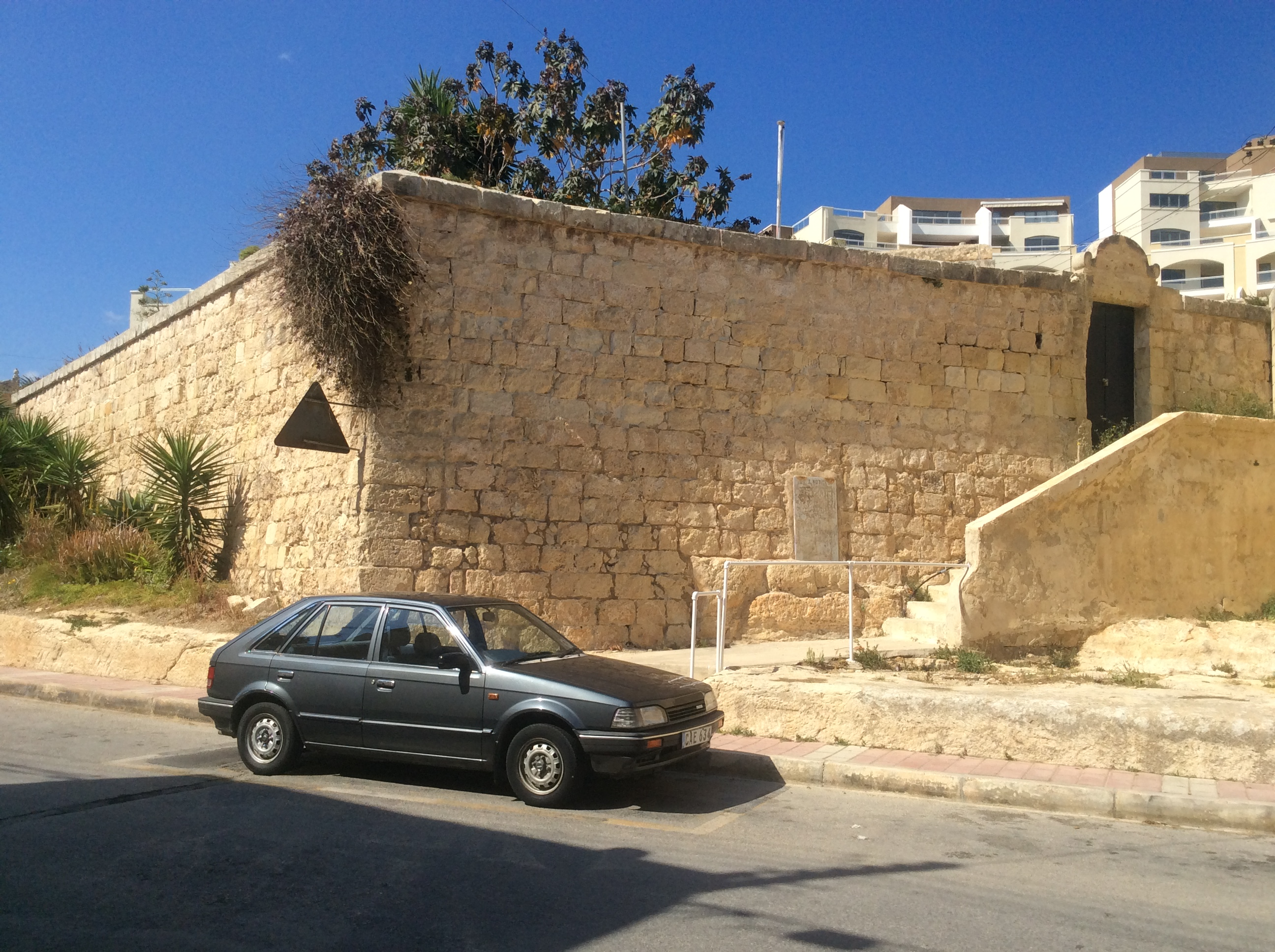
Редут Briconet
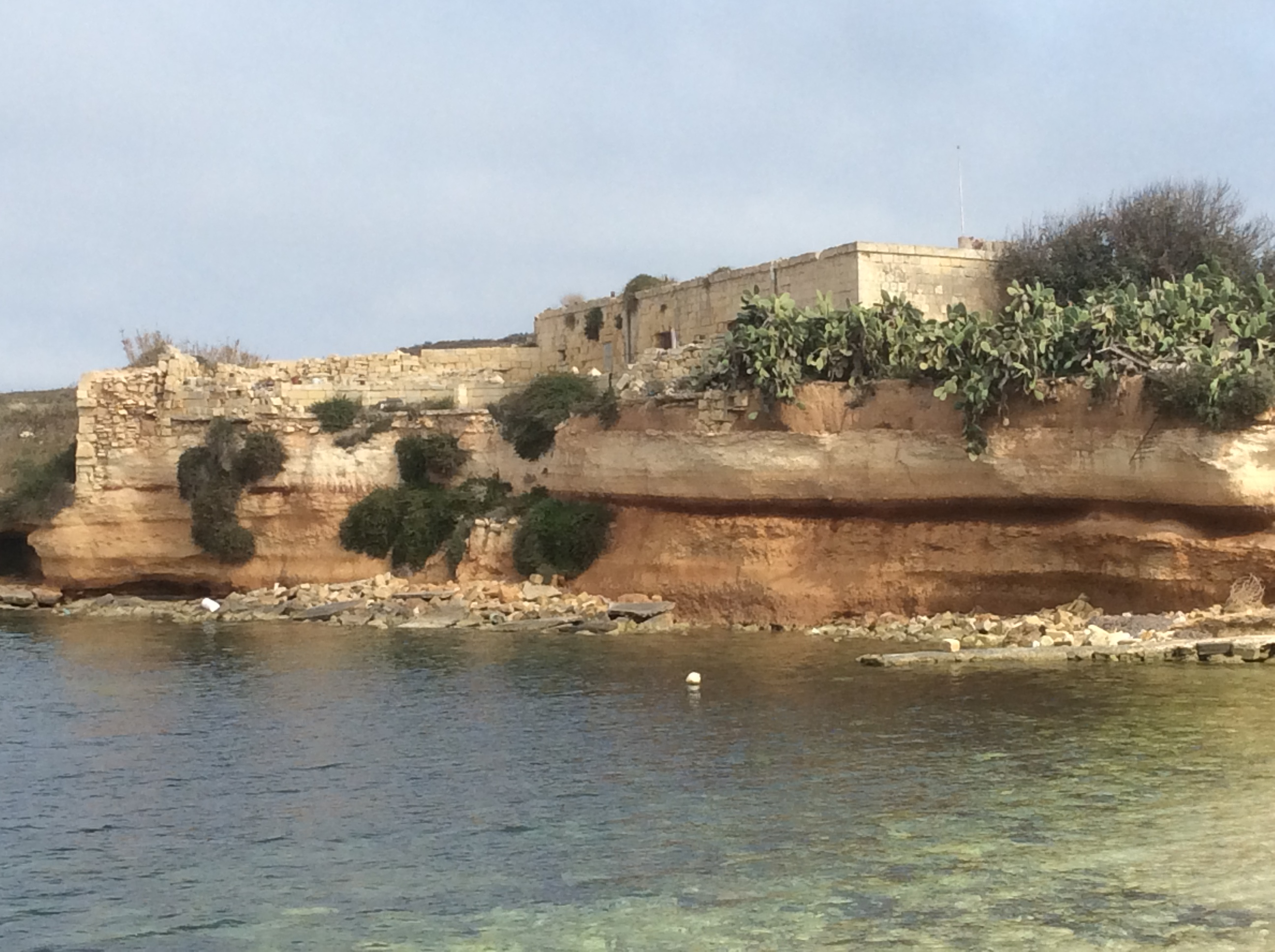
Батарея Rihama
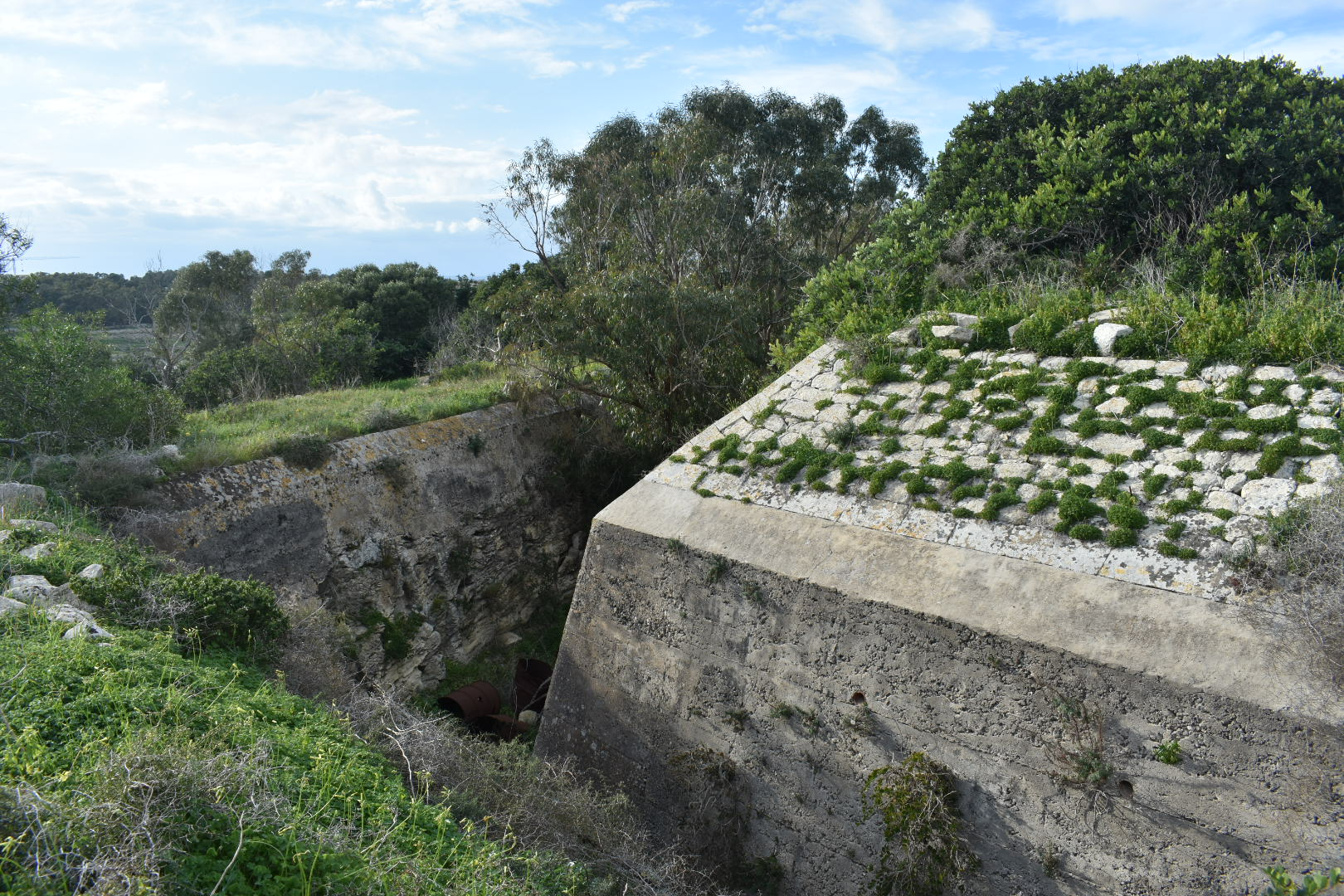
Батарея Жонкор
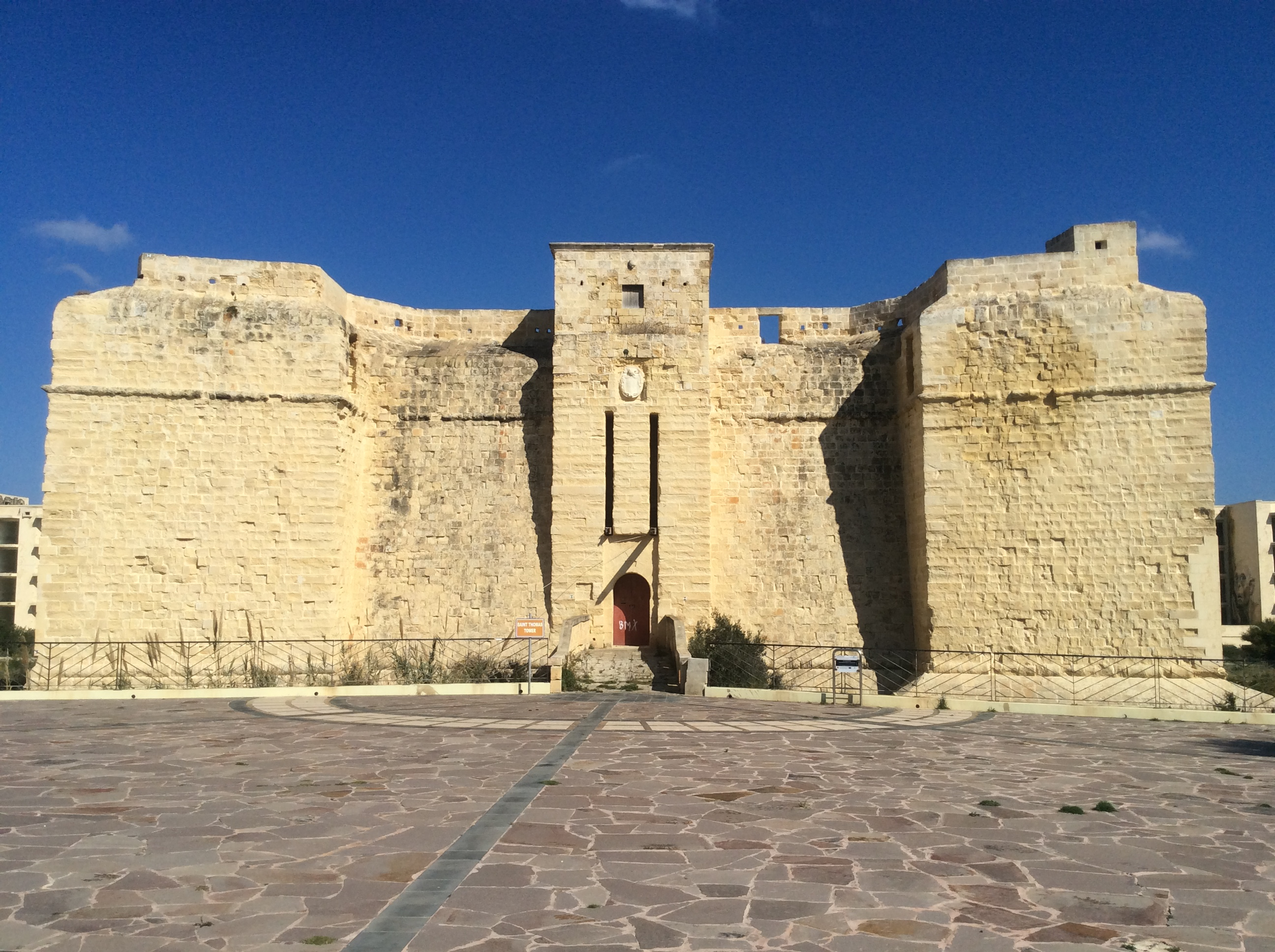
Вежа св. Томаса
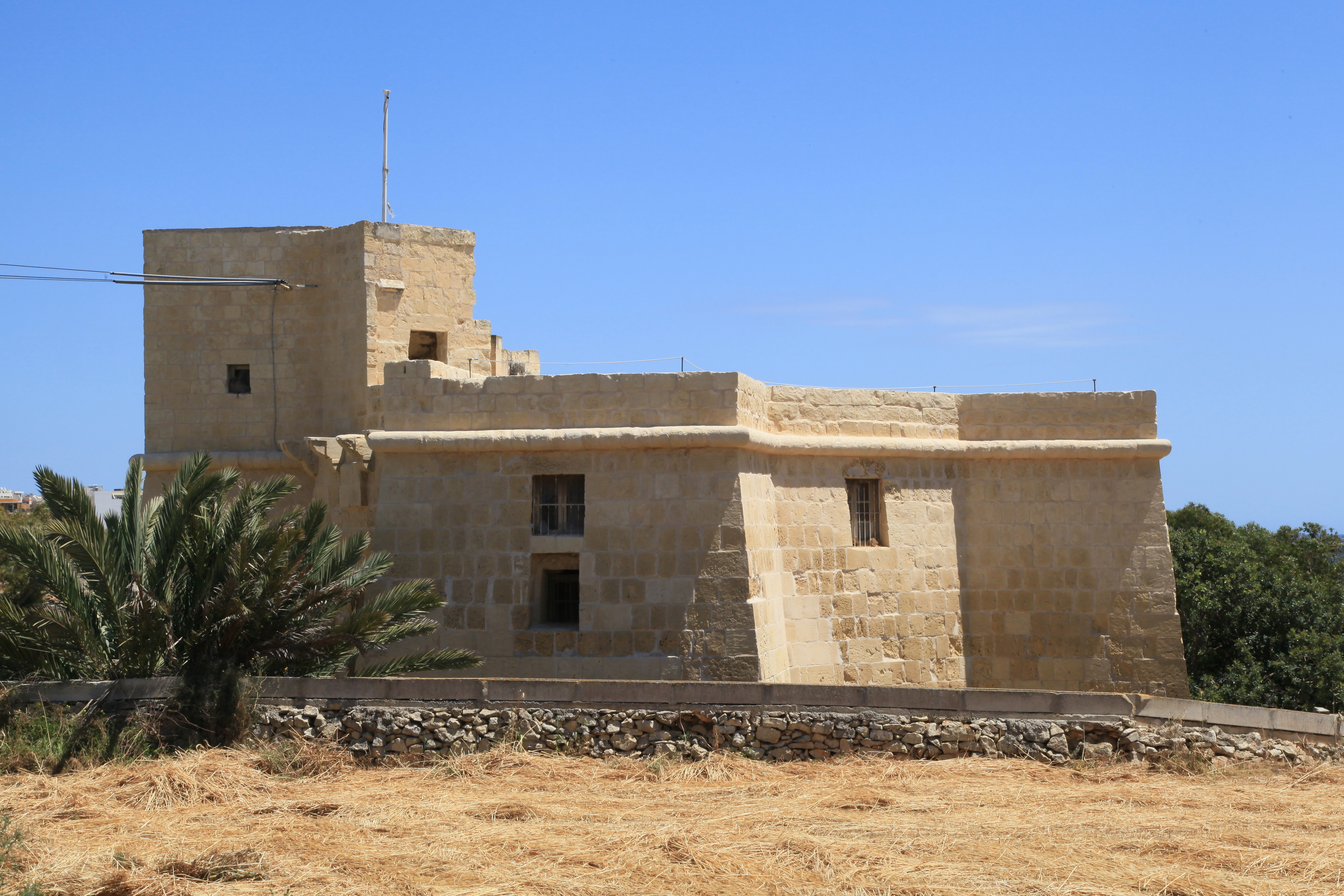
Вежа Mamo
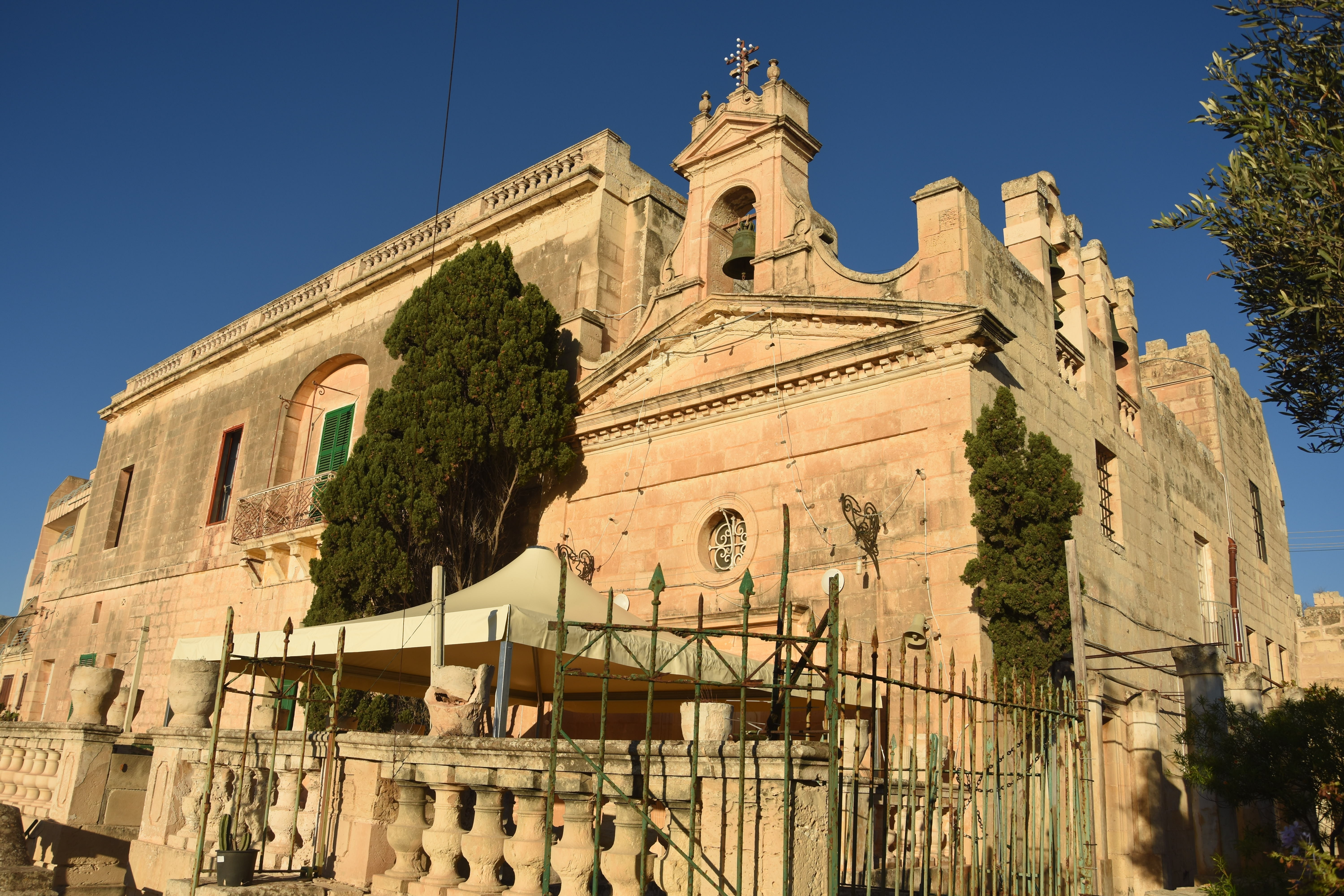
Вілла Apap Bologna
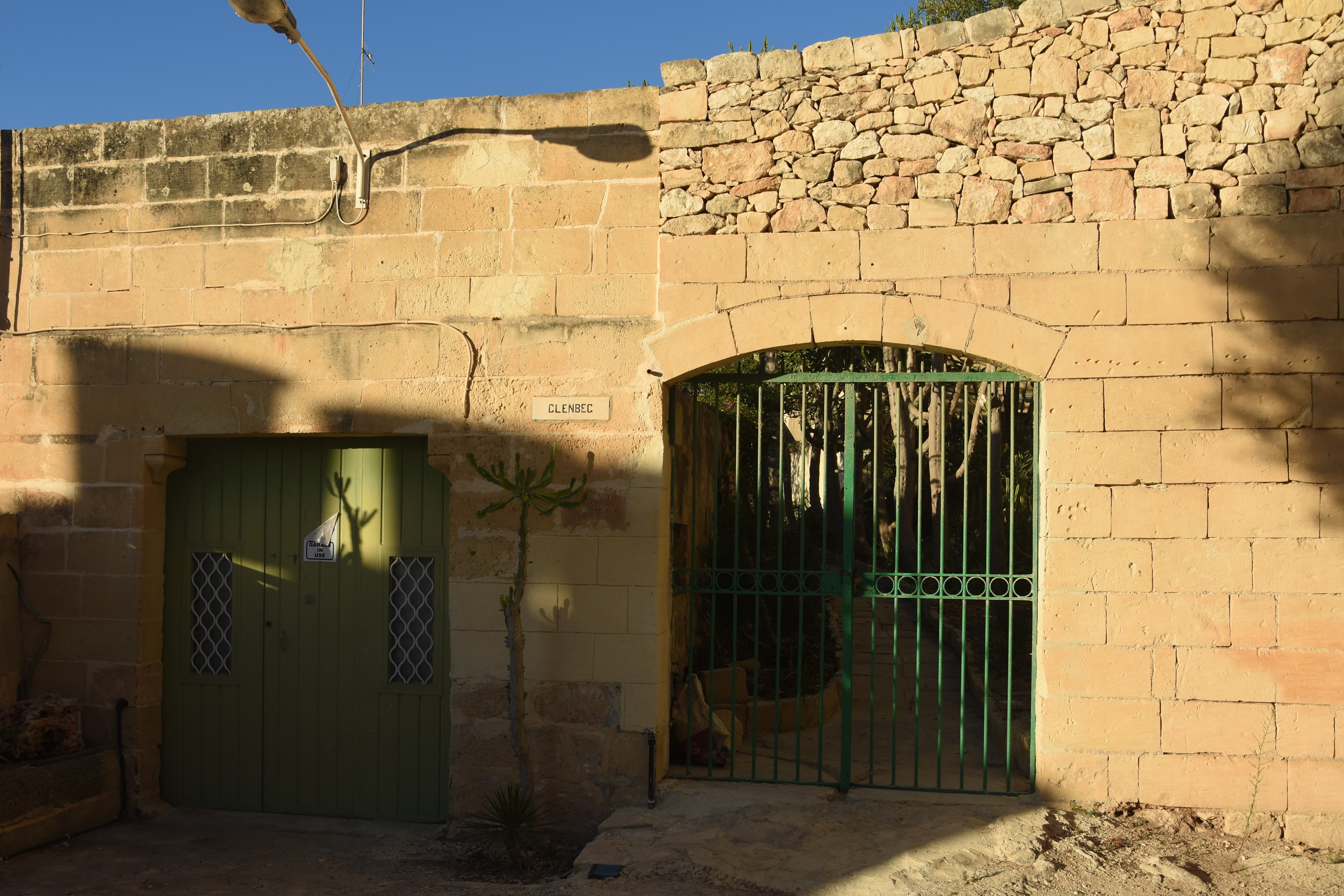
Вілла Glenberg

## Міста-побратими
- Юденбург, Австрія
- Кесеґ, Угорщина
- Превеза, Греція
- Алтеа, Іспанія
- Бад-Кецтінг, Німеччина
- Белладжо, Італія
- Бандоран, Ірландія
- Хойна, Польща
- Сезімбра, Португалія
- Гранвіль, Франція
- Гольстебро, Данія
- Уффаліз, Бельгія
- Карккіла, Фінляндія
- Нідеранвен, Люксембург
- Укселесунд Швеція
- Пренай, Литва
- Тюрі, Естонія
- Сігулда, Латвія
- Сушице, Чехія
- Зволен, Словаччина